# Otok (województwo zachodniopomorskie)
Otok – wieś w północno-zachodniej Polsce, położona w północnej części województwa zachodniopomorskiego, w powiecie gryfickim, w północnej części gminy Gryfice.
W okolicy Otoku przepływa ciek Otoczka, która jest lewobrzeżnym dopływem Regi.

## Zabytki
We wsi istniały zabytki budownictwa ludowego (np. tzw. budynek bramny z 1712 r.). Aktualnie z zachowanych zabytków wymienić należy pałac i kościół. Pałac wybudowany został w 1870 r. w stylu neogotyckim.
Drugą budowlą godną uwagi jest kościół filialny pw. Podwyższenia Krzyża Świętego, wybudowany w stylu neoromańskim z cegły w latach 1913-14. Wyposażenie kościoła pochodzi z poprzedniego kościoła z 1670 - chrzcielnica z XVI-XVII w., ołtarz z XVII w., renesansowa, polichromowana ambona. Kościół poświęcono ponownie 15 października 1946 r.

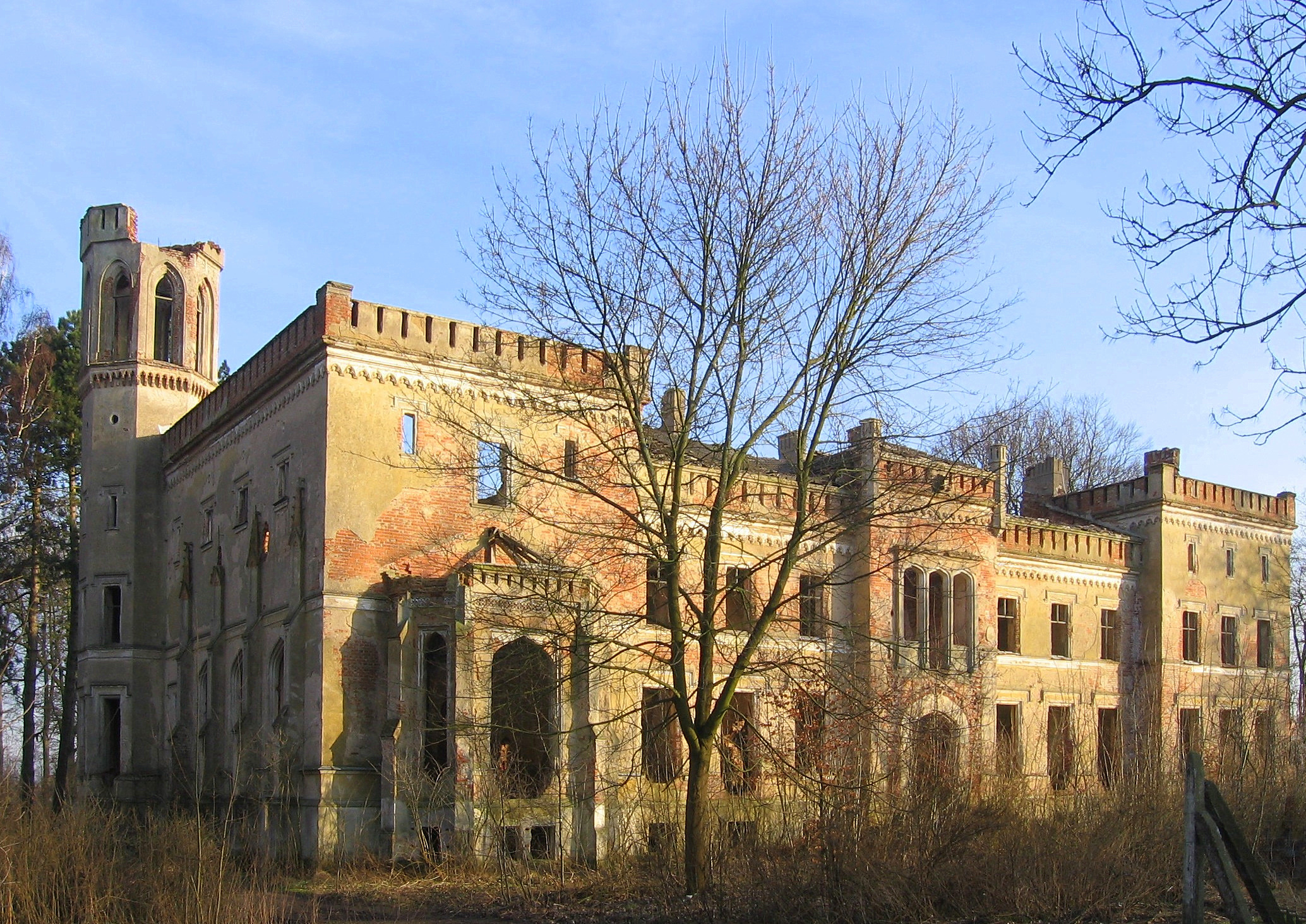
Zniszczony Pałac w Otoku

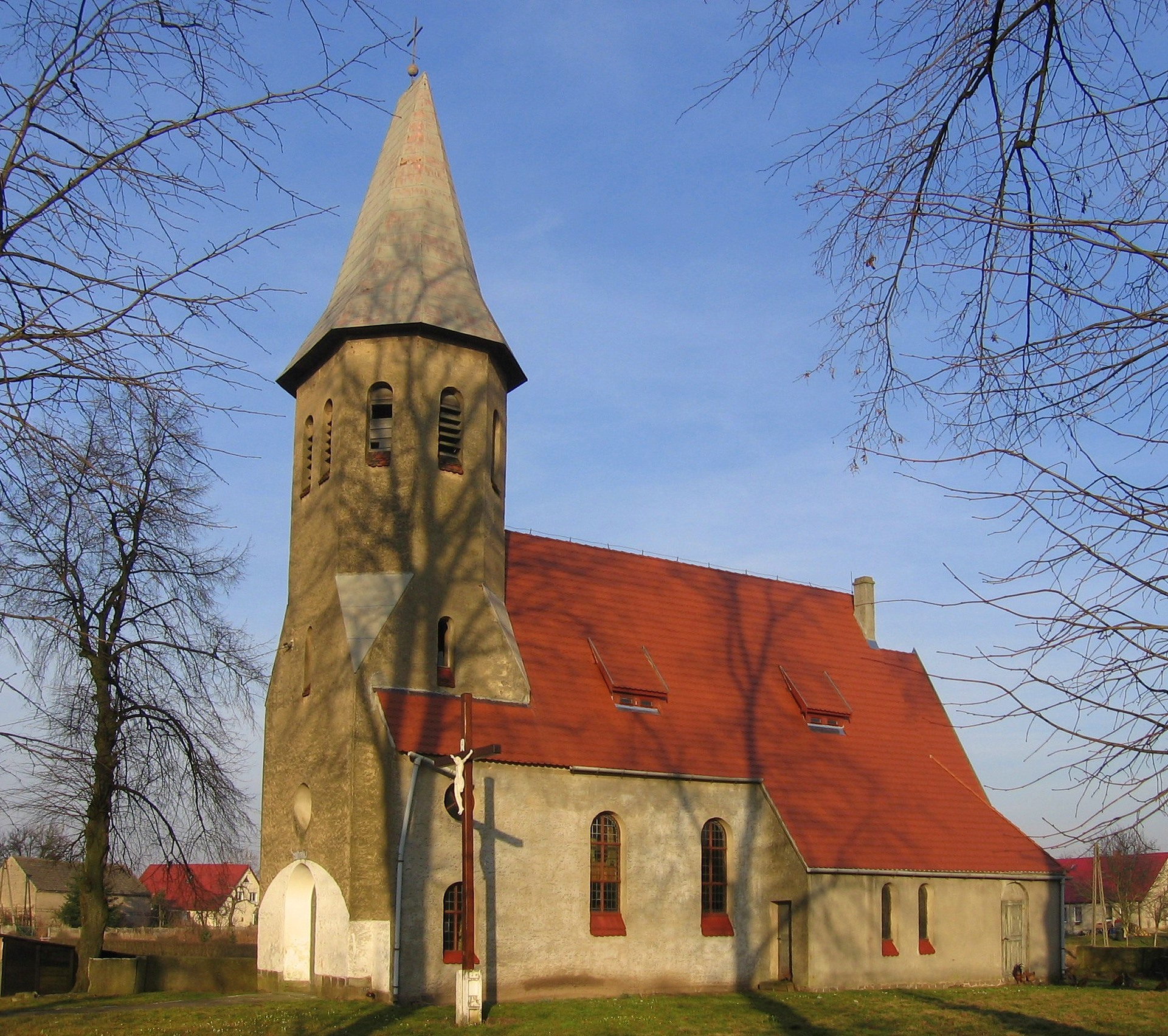
Kościół filialny

## Rys historyczny
W Otoku usadowił się wpływowy ród słowiański. Właściciele miejscowości z biegiem czasu zmienili nazwisko Otok na Wotik, Wotuch, później na Woitke, Woetke (1618 r.), następnie Woedtke. Ta pisownia przetrwała do 1945 r. (taka też była nazwa samej miejscowości). Z tego rodu wywodzi się Dobiesław (Dubislaus), który w 1277 r. w Gryficach wydał dokument lokacyjny miasta Płoty. Miejscowość została już wymieniona w dokumencie z 1224 r. Po 1945 r. używano nazwy przejściowej – Wodzice.
W latach 1946–1998 miejscowość położona była w województwie szczecińskim.

## Samorząd mieszkańców
Gmina Gryfice utworzyła jednostkę pomocniczą – "Sołectwo Otok", które obejmuje miejscowości: Otok i Zacisze. Organem uchwałodawczym sołectwa jest zebranie wiejskie, na którym mieszkańcy wybierają sołtysa. Działalność sołtysa wspomaga jest rada sołecka, która liczy od 3 do 7 osób – w zależności jak ustali wyborcze zebranie wiejskie.